# اندیس سیلیس آستانه
سیلیس آستانه یک اندیس غیرفلزی است که در حوالی شهر دامغان استان سمنان قرار دارد و مادهٔ معدنی موجود در آن، سیلیس است.  